# Chionaspis osmanthi
Chionaspis osmanthi är en insektsart som först beskrevs av Ferris 1953.  Chionaspis osmanthi ingår i släktet Chionaspis och familjen pansarsköldlöss. Inga underarter finns listade i Catalogue of Life.